# Jamal Sims
Jamal Sims (* 7. Januar 1971 in Rancho Cucamonga) ist ein US-amerikanischer Tänzer, Choreograph, Schauspieler und Regisseur. Er ist unter anderem bekannt durch Gastauftritte in RuPaul’s Drag Race. 2018 erschien sein Dokumentarfilm When the Beat Drops, der mehrfach ausgezeichnet wurde.

## Leben und Karriere
Sims, der mit 12 Jahren entschied, Tänzer werden zu wollen, stammt aus Rancho Cucamonga in der Nähe von Los Angeles, wo er später hinzog. Mit 17 Jahren erhielt er seinen ersten Job als Tänzer in dem 1992 erschienenen Musikvideo zu Remember the Time von Michael Jackson. Als RuPaul das Lied Supermodel 1993 herausbrachte, tanzte Sims bei dessen Vegas-Show mit. 1996 wurde er einer der originalen Tänzer für die RuPaul Show von RuPaul, wo er die Produzenten Fenton Bailey und Randy Barbato kennenlernte. Nachdem er in mehreren Musikvideos wie zu Ushers You Make Me Wanna... (1997) aufgetreten war und choreografiert hatte, wechselte er zur Choreografie in Tanzfilmen, unter anderem für die gesamte Step Up-Filmreihe (ab 2006), in denen er häufiger auch Kleinauftritte hatte.
2013 begann er mit der Arbeit an seinem Dokumentarfilm When the Beat Drops über die Tanzform „bucking“ in der schwulen schwarzen Tanzszene Atlantas, zu dem er 1997 inspiriert wurde. Der von Bailey und Barbato produzierte Film erschien 2018 und wurde mehrfach ausgezeichnet. Für Disney choreografierte er in den beiden 2019 veröffentlichten Filmen Aladdin und Descendants 3 – Die Nachkommen, in dem er erstmals eine größere Schauspielrolle hat als Dr. Facilier aus Küss den Frosch. Für RuPaul choreografiert er unregelmäßig in RuPaul’s Drag Race sowie nationalen Ablegern und gastiert in den Episoden auch als Juror. 2020 fungierte er als Choreograf für RuPaul’s Drag Race Live!, eine Vegas-Show mit Teilnehmerinnen der Serie; in einer Episode der zwölften Staffel Drag Race mit Liedern der Vegas-Show als auch in der Dokumentarserie RuPaul’s Drag Race: Vegas Revue, die die Vegas-Show begleitet.
2013 wurde Sims während der Grammy-Preisverleihung von Queen Latifah mit seinem Partner, Designer Octavius Terry verheiratet.

## Choreograf (Auswahl)
Musikvideos
- 1997: You Make Me Wanna ... (Usher)
- 1997: L-L-Lies (Diana King)
- 1998: Too Close (Next)
- 1999: These Are the Times (Dru Hill)
- 1999: I Do (Blaque)

Film und Fernsehen
- 2001: Vanilla Sky
- 2004: Garfield – Der Film
- 2004: After the Sunset
- 2005: Six Feet Under – Gestorben wird immer (Fernsehserie, 1 Episode)
- 2006: Step Up (auch Kleinauftritt)
- 2007: Hairspray (auch Kleinauftritt)
- 2007: Walk Hard: Die Dewey Cox Story
- 2008: Step Up to the Streets (auch Kleinauftritt)
- 2008: Get Smart
- 2008: Soul Men
- 2009: 17 Again – Back to High School
- 2009: Hannah Montana – Der Film (auch Kleinauftritt)
- 2009, 2014: So You Think You Can Dance? (Fernsehserie, 2 Episoden)
- 2009: Year One – Aller Anfang ist schwer (auch Kleinauftritt)
- 2009: Teen Choice Awards
- 2010: Oscarverleihung
- 2010: Nickelodeon Kids’ Choice Awards
- 2010: Step Up 3D
- 2010: Teen Choice Awards
- 2011: Big Mama’s Haus – Die doppelte Portion
- 2011: RuPaul’s Drag U (Fernsehserie, 2 Episoden; auch Juror)
- 2011: Dancing with the Stars (Fernsehserie, 1 Episode)
- 2011: Footloose (auch Kleinauftritt)
- 2011: Jack und Jill
- 2012: Step Up: Miami Heat
- 2013: Urlaub mit Hindernissen – The Best Man Holiday
- 2014: Step Up: All In
- 2014–2016, seit 2020: RuPaul’s Drag Race (Fernsehserie; auch Gastjuror)
- 2019: Aladdin (auch Kleinauftritt)
- 2019: Descendants 3 – Die Nachkommen
- 2020: RuPaul’s Secret Celebrity Drag Race (Fernsehserie, 1 Episode)
- 2020: RuPaul’s Drag Race: Vegas Revue (Fernsehserie, 6 Episoden)

## Filmografie
als Regisseur
- 2012: S2dio City (Fernsehserie, 5 Episoden; auch Consulting Producer, 10 Episoden)
- 2018: When the Beat Drops

als Schauspieler
- 2019: Descendants 3 – Die Nachkommen

## Auszeichnungen und Nominierungen
für When the Beat Drops:
- GLAAD Media Award 2018: Herausragende Dokumentation – Nominierung
- L.A. Outfest 2017: Jury-Award für Herausragende Dokumentation – Auszeichnung
- L.A. Outfest 2018: Jury-Award für Herausragende Dokumentation – Auszeichnung
- Miami Film Festival 2018: Beste Dokumentation – Auszeichnung; mit Amigo Skate, Cuba und Liyana
- Out on Film 2018: Publikumspreis Beste Dokumentation – Auszeichnung
- Seattle Queer Film Festival 2018: Publikumspreis Lieblingsdokumentation – Auszeichnung